# Jorge Pacheco Areco
Jorge Pacheco Areco, född 9 april 1920, död 29 juli 1998, var en uruguayansk politiker och journalist. Han var Uruguays president 1967-1972.